# قفص الفراشات
قَفَصُ الفراشات هي رواية للشباب من تأليف الكاتب الأسترالي برايان كاسويل، نُشرت لأول مرة عام 1992.

## ملخص القصة
تدور القصة في منشأة بحثية تُدعى المزرعة، حيث يوجد مجموعتان من الناس. تضم المجموعة الأولى عدة مراهقين لديهم نسبة ذكاء تزيد عن 150. يسمون هؤلاء المراهقون أنفسهم خزان الأفكار، وهم غريغ، ميكي، ليزلي، جوردون، جريتيل، كاتي، وكريس. لكن الباحثين يستخدمون هذه المجموعة كغطاء فقط، لأن الأشخاص الحقيقيين الذين تُجرى عليهم الأبحاث هم خمسة أطفال في السابعة من عمرهم يستطيعون التواصل عن بعد ذهنياً، ويدعى هؤلاء الأطفال بيب، ريكاردو، إيان، راتشيل، وميريام. وُلد جميع هؤلاء الأطفال تقريباً في نفس الوقت وفي نفس المستشفى.
عندما يتواصل الأطفال الرضع مع أعضاء المجموعة الأولى، يكتشفون استغلال الباحثين لهم، وبمساعدة العاملين المتعاطفين في المنشأة سوزان وإريك، يبدأون في التحقيق لمعرفة سبب حالة الأطفال الرضع. يحتاج الأطفال الرضع إلى مساعدة، حيث إن الباحث الرئيسي، لارسِن، لن يتوقف عند أي شيء لحل اللغز. يُساعد أعضاء خزان الأفكار، إلى جانب الباحثة سوزان والشاب المنظم إريك، في تقديم هذه المساعدة.
خدع الأطفال الرضع وأعضاء خزان الأفكار الباحث الرئيسي، جون لارسن، لكي يتمكنوا من الهرب. وتنتهي القصة بعد مرور ست سنوات، حيث حوّل أعضاء خزان الأفكار مجموعتهم إلى شركة باسم شركة خزان الأفكار المحدودة تُقدّر قيمتها بثلاثة ملايين دولار. عاش الأطفال الرضع، وأعضاء خزان الأفكار، والزوجان الجديدان إريك وسوزان، بالإضافة إلى غريغ وميكي اللذين تزوجا أيضًا، جميعًا معًا.
يشير عنوان القصة قفص الفراشات إلى أن لارسِن وفريقه البحثي كانوا يُبقون الأطفال الرضع وأعضاء خزان الأفكار تحت مراقبة دائمة، وكأنهم في قفص أو أسر، لأنهم لم يُسمح لهم بالتحرك بحرية.

## الشخصيات
خزان الأفكار
- غريغ
- ميكي
- كاتي
- ليزلي
- جوردون
- جريتيل
- كريس

الباحثون
- لارسِن
- سوزان
- إريك
- ماكينتاير
- ريتشارد سابقاً

الأطفال الرضع
- إيان، توئم راتشيل
- ميريام
- ريكاردو
- راتشيل
- بيب

## الجوائز
- بلغ هذا العمل القائمة المختصرة لجائزة ثري إم للكتاب الناطق لعام 1993.
- بلغ هذا العمل القائمة المختصرة لجائزة مجلس كتب الأطفال الأسترالي لعام 1993، عن فئة الشباب.[2][3]